# Daniele Corvia
Daniele Corvia (* 22. November 1984 in Rom) ist ein italienischer ehemaliger Fußballspieler.

## Karriere

### Verein
Daniele Corvia begann seine Karriere in der Jugendabteilung des AS Rom, für dessen Profimannschaft er in der Saison 2003/04 seine ersten Erfahrungen in der höchsten Spielklasse sammelte und in drei Serie-A-Partien für den AS Rom auflief. In der folgenden Saison erhielt der Stürmer mehr Einsätze, konnte dabei jedoch erneut keinen Treffer erzielen. Im Sommer 2005 wechselte er zum Zweitligisten Ternana Calcio, bei denen er sich als Stammspieler etablieren konnte. Nach der Saison 2005/06 stieg die Mannschaft als Drittletzter der Serie B in die dritthöchste Liga ab und Corvia unterzeichnete daraufhin einen Vertrag bei der AC Siena. Obwohl er dort in seiner ersten Spielzeit regelmäßige Einsätze erhielt, gelang es ihm nur einen Treffer zu verbuchen. Auch in der darauffolgenden Saison erbrachte der Angreifer nicht die erwarteten Leistungen und wurde im Januar 2008 zum Zweitligisten US Lecce verliehen.
Bei Lecce schaffte er es seine Trefferquote zu steigern und in 13 Partien sechs Tore zu erzielen. Nach Auslaufen der Leihfrist im Sommer 2008 folgte erneut ein Wechsel auf Leihbasis. Corvia wurde für die komplette Saison 2008/09 zum FC Empoli verliehen. Dort spielte er sich sogleich in die Stammformation und wurde ein wichtiger Bestandteil des toskanischen Teams.
Mit 67 Punkten wurde dabei der Wiederaufstieg in die höchste Spielklasse als Fünftplatzierter nur knapp verfehlt, die AS Livorno auf dem dritten Rang hatte sich nur einen Zähler mehr erspielen können. Im Sommer 2009 kehrte der Stürmer erneut nach Lecce zurück und wurde vom apulischen Verein fest unter Vertrag genommen. Seinen ersten Treffer für Lecce erzielte er bei seinem fünften Einsatz am 22. September 2009 im Auswärtsspiel bei US Triestina.

### Nationalmannschaft
Corvia wurde im Jahr 2004 vom damaligen Nationaltrainer Claudio Gentile erstmals in den Kader der italienischen U-21-Auswahl berufen, für die er am 11. Mai 2004 in der Partie gegen Polen debütierte. Weiters wurde er in der Partie am 16. November 2004 gegen Bulgarien eingesetzt. Der Angreifer blieb in beiden Partien ohne Torerfolg und erhielt danach keine weiteren Aufgebote.